# Pseudogekko isapa
Pseudogekko isapa es una especie de gecos de la familia Gekkonidae.

## Distribución geográfica
Es endémica de las islas de Sibuyán y Tablas (Filipinas).